# Corynoneura cornata
Corynoneura cornata är en tvåvingeart som beskrevs av Edwards 1924. Corynoneura cornata ingår i släktet Corynoneura och familjen fjädermyggor. Inga underarter finns listade i Catalogue of Life.